# Регул
Ре́гул (α Leo / α Лева / Альфа Лева) — найяскравіша зірка у сузір'ї Лева й одна з яскравіших зірок на нічному небі.
Регул розташований на відстані близько 77,5 св. років від сонячної системи. З латини назва перекладається як «принц». арабською вона звучить як Кальб Аль-Асад (араб. قلب الأسد), що означає «серце лева». Іноді переклад цієї назви зустрічається в латині — Cor Leonis. У давньоіндійській астрономії Регулу відповідає Накшатра Магха. Аккадська назва Луґал (шумерське «велика людина»). Регул є останнім у списку зір першої величини, оскільки наступна за яскравістю зоря Адара має зоряну величину 1,50m, що робить її зорею другої величини.
Регул близько розташований до екліптики, Сонце найближче підходить до нього в районі 23 серпня щороку. Цей факт також означає, що Регул час від часу покривається Місяцем.

## Фізичні характеристики
Регул масивніший за Сонце приблизно в 3,5 рази. Це молода зоря, їй усього кілька сотень мільйонів років. Вона надзвичайно швидко обертається, період обертання становить лише 15,9 години, що робить її форму сильно сплющеною. Це приводить до гравітаційного затемнення, при якому полюси зірки значно гарячіші й уп'ятеро яскравіші (на одиницю площі поверхні), ніж її екватор. Якби вона оберталася лише на 16 % швидше, доцентрової гравітаційної сили було б недостатньо, щоб уберегти зорю від розпаду.
Зоря має пару невеликих червоних компаньйонів, які є бінарною системою. Ці зорі віддалені одна від одної на відстань приблизно 100 а.о. й обертаються навколо спільного центра мас з періодом 2000 років. Дана пара віддалена від масивного Регула A на відстань близько 4200 а.о. й обертаються навколо основної зорі з періодом 130 000 років.

## Використання в науковій фантастиці
За «технічною історією» Пола Андерсена в секторі Регулу розташована блукаюча зірка Воден/Затлак, представником населення якої є Адзель (Adzele).